# Artemis-Selene-Relief

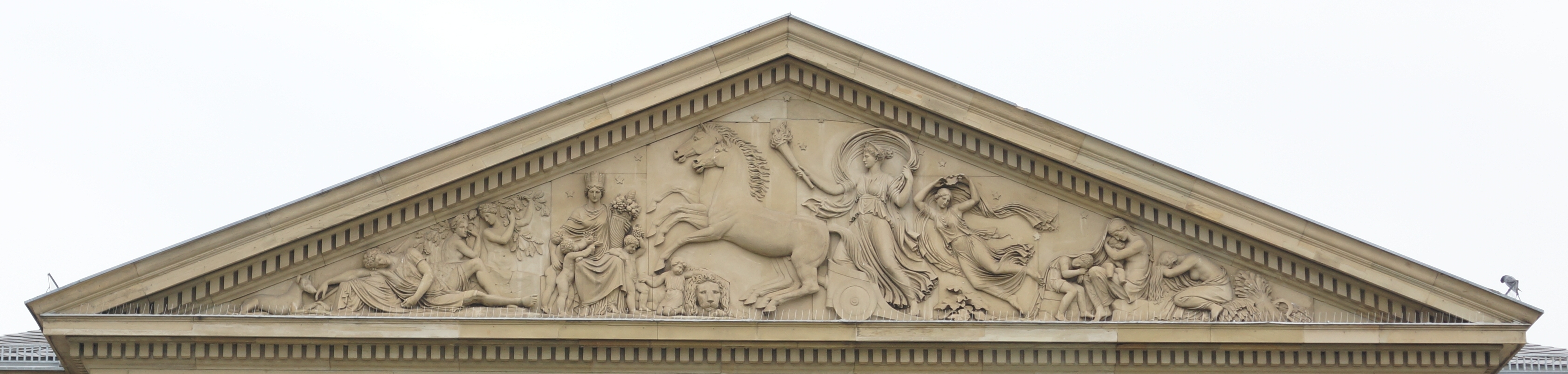

Das Artemis-Selene-Relief, auch Artemis-Relief, ist ein Hochrelief von Friedrich Distelbarth (1768–1836) am Schloss Rosenstein in Stuttgart, das den Anbruch der Nacht mit der Mondgöttin Artemis/Selene zeigt.
| Werktitel       | Artemis-Selene-Relief                                     |
| Künstler        | Friedrich Distelbarth                                     |
| Art             | Hochrelief                                                |
| Motiv           | Allegorie der heraufziehenden Nacht                       |
| Material        | Sandstein                                                 |
| Maße            | Höhe 2,38 m, Breite 12,06 m                               |
| Entstehungsjahr | 1830                                                      |
| Standort        | Stuttgart, Schloss Rosenstein, Giebelfeld am Haupteingang |

## Beschreibung
Das Sandsteinrelief stellt den Anbruch der Nacht dar, symbolisiert durch die Mondgöttin Artemis/Selene, die zu ihrem Geliebten Endymion eilt, und ihre Tochter Ersa, die Göttin des Taus. Beide werden umringt von einer Mutter mit ihren schlafenden Kindern, einer schlafenden jungen Feldarbeiterin, der Landespatronin Württembergia und dem schlummernden Jäger Endymion, dem zwei Nymphen ein Blätterdach zurüsten.
Die Bezeichnung Artemis-Selene-Relief rührt von dem Hauptmotiv des Reliefs mit der Göttin Artemis bzw. Selene her. Die sonst meist als Jagdgöttin bekannte Artemis wurde auch als Mondgöttin verehrt und oft mit der Mondgöttin Selene gleichgesetzt.
Distelbarth schuf das Relief 1830
nach einem Entwurf des Malers Johann Friedrich Dieterich. Es wurde in das Giebelfeld des südwestlichen Haupteingangs eingebaut, das ein flaches Dreieck mit einer Höhe von 2,38 Metern und einer Breite von 12,06 Metern bildet.
Hinweis: Der Portikus auf der Morgenseite des Schlosses trägt im Giebelfeld das Helios-Relief des Stuttgarter Bildhauers Ludwig Mack mit dem Sonnengott Helios, der den Tag erhellt.

## Standort
|  | Das im neoklassizistischen Stil errichtete Schloss Rosenstein des italienischen Architekten Giovanni Salucci „bildet ein längliches Viereck. Durch ein höheres Mittelgebäude wird das Ganze durchschnitten, hat somit 5 Flügel. Das Mittelgebäude bildet mit den verbundenen Flügeln die zwei Hauptfassaden gegen Stuttgart [Südwesten] und gegen Cannstatt bzw. den Neckar [Nordosten], in deren Mitte jedes Mal ein vorspringender Portikus mit 6 Säulen die Haupteingänge bilden.“ |

|  | Das künstlerische Programm der beiden Hauptportiken steht in engem Zusammenhang mit ihrer räumlichen Lage (siehe Lageplan links). Der Portikus auf der Morgenseite des Schlosses trägt im Giebelfeld das Helios-Relief des Stuttgarter Bildhauers Ludwig Mack mit dem Sonnengott Helios, der den Tag erhellt. Der Portikus auf der Abendseite mit dem Eingang zum Museum Schloss Rosenstein trägt im Giebelfeld das Artemis-Selene-Relief, auf das der Pfeil in der oberen Abbildung zeigt, mit der heraufziehenden Göttin des Mondes. |

## Komposition

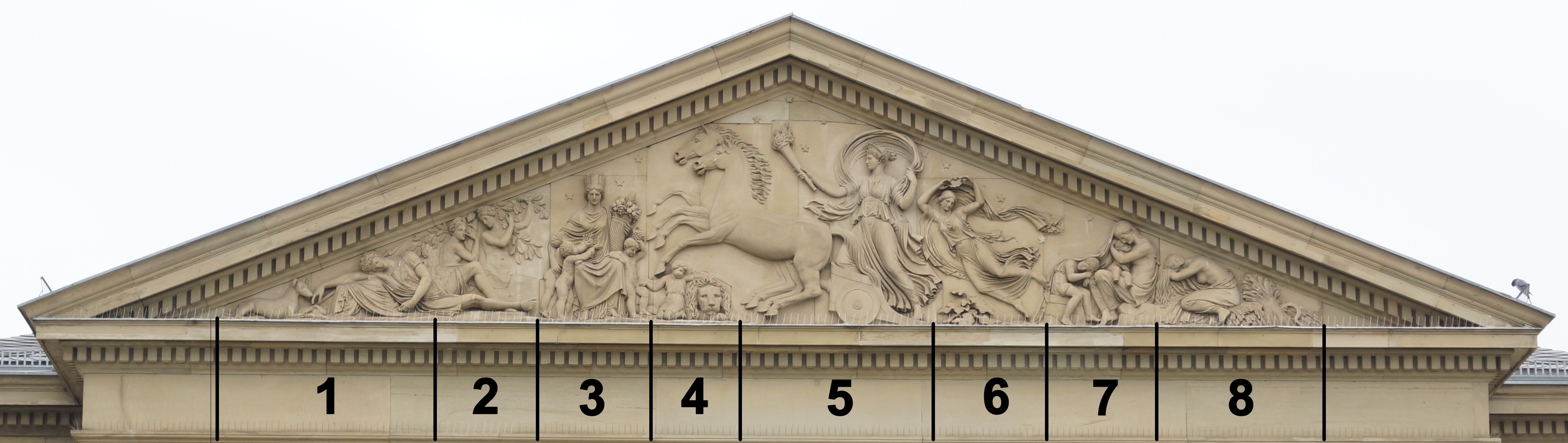

Die Komposition des Reliefs gliedert sich in acht Bildfelder, die in der obigen Abbildung von 1 bis 8 durchnummeriert sind. In den Bildfeldern sind folgende Figuren enthalten:
1. der Jäger Endymion mit seinem Hund
2. zwei Nymphen
3. die Landespatronin Württembergia
4. Putte und Löwenkopf
5. die Mondgöttin Artemis/Selene auf ihrem zweispännigen Streitwagen
6. die Taugöttin Ersa
7. schlafende Mutter mit zwei schlafenden Kindern
8. schlafende Feldarbeiterin

## Geschichte
Das Schloss Rosenstein wurde 1822–1830 im Auftrag des württembergischen Königs Wilhelm I. nach den Plänen des italienischen Architekten Giovanni Salucci im neoklassizistischen Stil errichtet. Die beiden Hauptgiebelfelder sollten mit Reliefs nach Entwürfen des Malers Johann Friedrich Dieterich ausgeschmückt werden. 1826 erging ein königliches Dekret an die beiden Bildhauer Distelbarth und Mack, zu einem Honorar von jeweils 4000 Gulden in einem Zeitraum von zwei Jahren die jeweils sechs Gipsformen für die Reliefs zu erstellen. Die Ausführung sollte in Gusseisen erfolgen, aber auch eine Variante in Sandstein oder in Stuck war im Gespräch. 1827 entschied sich der König für die Ausführung in heimischem Sandstein. Auch diese Arbeit wurde den beiden Bildhauern für ein Honorar von je 5800 Gulden übertragen und für die Fertigstellung ein Zeitraum von vier Jahren festgesetzt.
Das südwestliche Artemis-Selene-Relief wurde von Friedrich Distelbarth, das nordöstliche Helios-Relief von Ludwig Mack ausgeführt. Vor der Einweihung des Schlosses im Jahr 1830 wurden die Giebelfelder vorläufig mit Stuckabgüssen gefüllt. Nach der Einweihung wurden die Abgüsse aber nicht sofort durch die nun fertigen Steinreliefs ausgetauscht, sondern erst im Jahr 1835.
Der Sandstein der Reliefs hat die vergangenen fast zwei Jahrhunderte gut überstanden. Ein Maschendrahtnetz wurde inzwischen vor die Reliefs gespannt, um sie vor Tauben zu schützen. 

## Rezeption
Das Distelbarthsche Hochrelief scheint (wie sein Pendant, das Helios-Relief) nur von zwei Zeitgenossen (Grüneisen und Seyffer) besprochen worden zu sein, die beide das Relief noch zu ebener Erde gesehen haben, bevor es in das Giebelfeld eingebaut wurde. Die geringe Beachtung hängt wohl mit der Anbringung des Reliefs in luftiger Höhe zusammen, wo man es leicht übersieht und Einzelheiten schwer zu erkennen sind, vielleicht auch mit der Unbekanntheit des Künstlers.
Ernst Eberhard Friedrich von Seyffer, der Direktor der Königlichen Bau- und Gartendirektion in Stuttgart, beschränkt sich in Seyffer 1830 auf die Beschreibung der beiden Reliefs. Carl Grüneisen, der Herausgeber des Morgenblatts für gebildete Stände, spricht sich 1830 sehr lobend über das Relief aus: „Diese gelungene Composition bringt eine höchstbefriedigende Wirkung hervor.“ und: „In der plastischen Ausführung durch den Meisel des Hofbildhauers Distelbarth ist das Ganze absichtlich flächer gehalten, als bei Mack, und nimmt sich bei fast immer guter Beleuchtung und gehörigem Raume zur Ansicht an Ort und Stelle großartig aus.“ (Grüneisen, Seite 290).

## Ikonographie

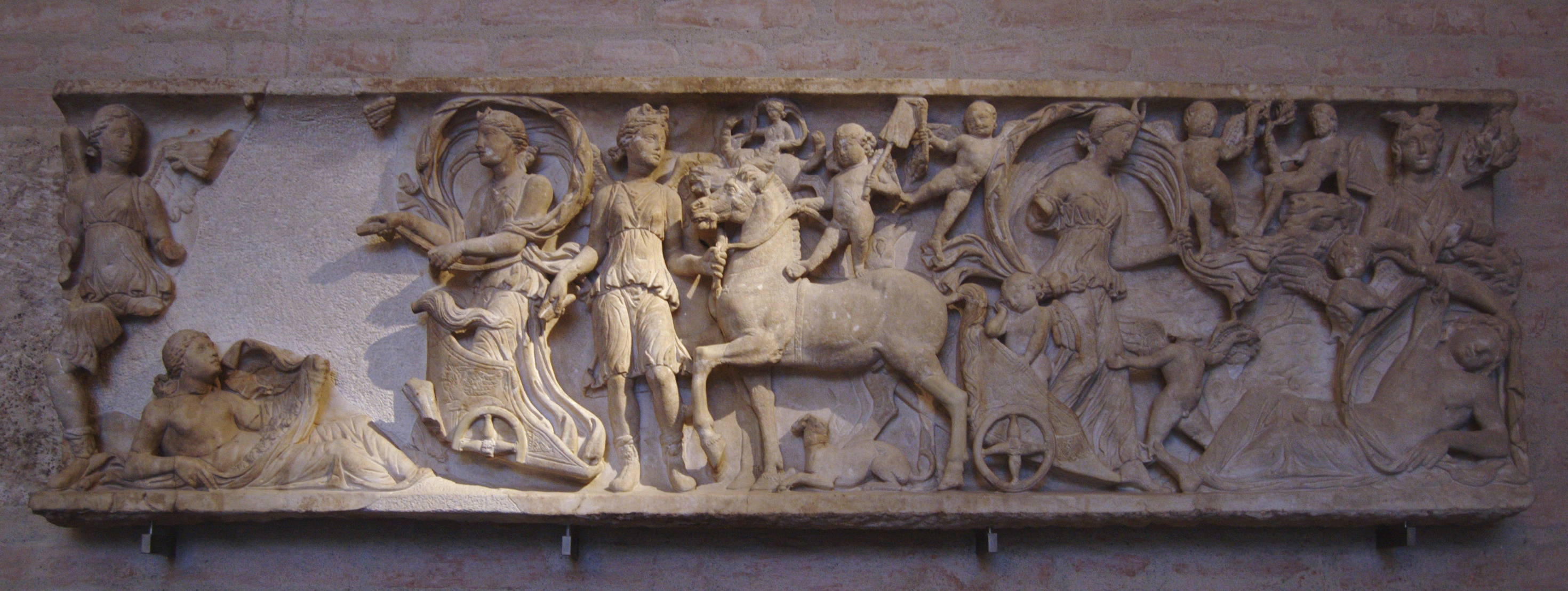
Römischer Sarkophag (um 180 n. Chr.). Mitte und rechts: Ankunft Selenes vor der Höhle Endymions

Johann Friedrich Dieterich konnte bei seinem Entwurf für das Artemis-Selene-Relief auf mindestens zwei Motivgruppen zurückgreifen, die bereits in der Antike bekannt waren.
Selene und Endymion. „Selene verliebte sich in Endymion. Sie versetzte ihn in eine Höhle auf dem Berg Latmos in Karien. Dort ließ Selene ihn mit der Hilfe von Zeus in einen ewigen Schlaf verfallen, um ihn vor dem Tod zu bewahren und ihm dadurch ewige Jugend zu schenken.“ (siehe Endymion). Der schlafende Geliebte und der allnächtliche Besuch Selenes war ein geläufiges Motiv in der Bildenden Kunst und u. a. bei den Römern als Symbol des ewigen Schlafs als Sarkophagrelief beliebt (siehe Koortbojian).
Württembergia. Die thronende, mütterliche Frau mit dem Füllhorn im Arm geht auf das Motiv der thronenden Glücksgöttin Fortuna zurück, die mit dem Füllhorn ihren Reichtum über die Menschen ergießt. Das Motiv wurde u. a. gerne bei Statuetten realisiert, die als Weihgaben dienten und im Römischen Reich weit verbreitet waren.

## Details

### Bildmitte
| Bildfeld | Beschreibung |
| --- | ------------ |
| 5 |              |
| Die Mondgöttin Artemis/Selene auf ihrem zweispännigen Streitwagen. Das Hauptmotiv des Reliefs zeigt in der Mitte des Giebelfelds, unter dem Dachfirst, die Mondgöttin Artemis/Selene, die von rechts auf einem zweispännigen Wagen heranstürmt, um ihren Geliebten Endymion in die Arme zu schließen, und die Nacht zu den bereits schlummernden Menschen heraufführt. Die beiden galoppierenden, ungeschirrten Rösser bäumen sich auf und bremsen in ihrem Lauf vor der Landespatronin Württembergia (Bildfeld 3), mit ihren Vorderhufen beinahe das kleine Kind (Bildfeld 4), das den Löwenkopf krault, zertrampelnd. Das bodenlange, faltenreiche Gewand der diadembekränzten Artemis/Selene lässt nur Arme, Hals und Füße frei. Es liegt eng am Körper an und betont die üppige und hohe Gestalt der Göttin, die wie ausschreitend in ihrem Wagen steht, und, sich leicht zurückbeugend, mit dem linken Arm in hohem Bogen den Schleier emporschwingt, den der Nachtwind zur Form einer Mondsichel aufbläst. Mit dem ausgestreckten rechten Arm hält sie die Fackel in die Lüfte, mit der sie die Nacht erhellt und die Sterne des Himmels überstrahlt. |              |

### Linke Bildhälfte
| Bildfeld | Bildausschnitt | Beschreibung |
| -------- | -------------- | --- |
| 1        |                | Der Jäger Endymion mit seinem Hund. In dem spitzen Winkel der linken Giebelecke liegt der schöne Endymion, mit lockiger Haarpracht und kurzer Tunika, in lässiger Haltung auf einer tuchbedeckten Kline. Die Speerspitze, die hinter seinem Kopf hervorragt und der ebenfalls am Boden liegende Hund mit den aufgestellten Ohren zu seiner Linken kennzeichnen ihn als Jäger. Artemis/Selene, seine Geliebte, „liess ihn mit der Hilfe von Zeus in einen ewigen Schlaf verfallen, um ihn vor dem Tod zu bewahren und ihm dadurch ewige Jugend zu schenken. Jede Nacht kam sie zu ihm in die Höhle. Sie hatten fünfzig Töchter.“ (siehe Endymion). Die beiden Nymphen (Bildfeld 2) zu seiner Linken rüsten ihm ein schützendes Dach aus Eichenlaubästen zurecht. |
| 2        |                | Die zwei Nymphen. Zwei lockige, laubbekränzte nackte Nymphen ziehen die Zweige eines Eichenbaums zu sich herab, um dem schönen Jäger Endymion daraus eine schützende Laube zu bereiten, bereit zum Empfang der sehnsüchtig erwarteten, geliebten Artemis/Selene. Die linke Nymphe, deren Unterkörper von einem Bein des Endymion verdeckt wird, scheint versonnen in die Ferne zu blicken, während sie mit angewinkeltem Arm in ihr Gesicht fasst. Die andere, deren Beine sich hinter einer Steinmauer verbergen, greift mit hochgereckten Armen über sich nach zwei Eichenzweigen und blickt versonnen ins Leere. |
| 3        |                | Die Landespatronin Württembergia. Rechts von dem schlafenden Endymion und den beiden Nymphen und im Angesicht der im Streitwagen heranbrausenden Artemis/Selene thront ernst und würdig wie eine Matrone, dem Beschauer frontal zugewandt, die personifizierte Landespatronin Württembergia. Mit der Linken hält sie ein riesiges, spiralig kanneliertes Füllhorn, das mit Obst, Pinienzapfen und Weintrauben gefüllt, von dem überquellenden Reichtum des Landes zeugt. Über dem bodenlangen Untergewand trägt sie einen mantelartigen Überwurf, der über ihrem Schoss und über Brust und Arm in reiche Falten zerfließt. Das lockige Haupt wird von einem stilisierten Scheffel gekrönt, ein Sinnbild für die Fruchtbarkeit des Landes. Vier Putten, die ihre Landeskinder symbolisieren, scharen sich fröhlich um die Landesmutter. Mit dem rechten Arm umfängt sie eine der zwei nackten Putten, die sich an ihren Schoss drängen und ihr Blumen und Ähren darreichen. Zu ihrer Linken lehnt ein nackter Putto, von ihr abgewandt, lässig an ihre Beine. Man weiß nicht, ob das übermütige Knäblein die Trauben in seiner erhobenen Hand der Württembergia verehren will oder ob er sie prahlerisch seinem Kumpel, dem einzig bekleideten der vier Landeskinder, zeigen möchte, der ihm zwar ein Ärmchen auf den Oberschenkel legt, aber überhaupt nicht zu ihm hinschaut, weil er damit beschäftigt ist, die Mähne eines Löwenkopfs zu kraulen (Bildfeld 4). |
| 4        |                | Putte und Löwenkopf. Der bekleidete Putto zur Linken der Landesmutter (Bildfeld 3) legt sein rechtes Händchen vertraulich auf den Oberschenkel seines Kameraden, mit dem linken krault er versunken die mächtige Lockenmähne des Löwen. Auch dieser steht als Sinnbild für Württemberg, auf dessen Wappenschild der Löwe in dreifacher Ausfertigung prangte. |

### Rechte Bildhälfte
| Bildfeld | Bildausschnitt | Beschreibung |
| -------- | -------------- | --- |
| 6        |                | Die Taugöttin Ersa. Ersa, die jugendliche Göttin des Taus und Tochter der Artemis/Selene, fliegt ihrer Mutter wie ein schwebender Engel unter dem sternbekränzten Himmel hinterher, den Boden gerade noch leicht mit dem rechten Fuß streifend. Schräg nach oben und vorwärts drängend schmiegt sich ihre Gestalt geschickt in die Neigung des Giebels hinein. Dem Betrachter fast frontal zugewendet, streckt sie ihre nackten Arme über ihr Haupt, in einer Hand die Taumuschel haltend, die sie über die Erde ergießt. Das hauchdünne, durchsichtige Gewand zerfließt in mannigfache Falten und umflattert mit einem endlos langen Zipfel gleich einer Aureole die ganze Gestalt. Anmerkung: In Seyffer 1831, Seite 30, heißt es: „hinter ihr [Artemis/Selene] schwebt der Thau in weiblicher Jugend“. Es liegt nahe, dass von den beiden Taugöttinnen Ersa und Herse nur Ersa, die Tochter der Selene, gemeint sein kann. Ernst Eberhard Friedrich Seyffer, der Autor von Seyffer 1831, war übrigens Direktor der Königlichen Bau- und Gartendirektion in Stuttgart und erhielt seine Informationen über das Relief direkt von Dieterich und Distelbarth. |
| 7        |                | Schlafende Mutter mit zwei schlafenden Kindern. Eine junge Mutter mit schulterlangem Haar und nacktem Oberkörper kauert mit angewinkelten Knien auf einem niedrigen Sitz, auf dem Schoß einen nackten Säugling haltend, den sie mit dem linken Arm schützend umfasst und an sich drückt. Sie neigt ihr Haupt mit den geschlossenen Lidern zu dem Kind herab und schmiegt ihr Gesicht zärtlich an das Köpfchen des schlummernden Kindes. Ihr gegenüber hockt ein halbwüchsiges, schlafendes Kind mit lockigem Haarschopf und kurzem Gewand, das vertrauensvoll seinen Kopf auf die Knie der Mutter schmiegt. Die Dreiergruppe umhüllt ein Teil des mütterlichen Gewandes wie ein schützender Mantel, ein anrührendes Sinnbild der innigen Verbundenheit zwischen der Mutter und ihren Kindern. |
| 8        |                | Schlafende Feldarbeiterin. In dem spitzen Winkel der rechten Giebelecke duckt sich eine halbnackte, kauernde junge Frau neben einem Ährenbündel unter der Dachschräge. Von der Nacht auf dem Feld überrascht, ist sie zu Boden gesunken und verbirgt ihr müdes Gesicht hinter dem vorgestreckten linken Arm, der das faltenreiche Ende ihres Gewands hält. |